# Lancia Gamma
O Lancia Gamma (Tipo 830), estilizado como Lancia γ, é um automóvel do segmento E fabricado e comercializado pela subdivisão Lancia da Fiat. Após sua estreia no Salão Internacional do Automóvel de Genebra de 1976 como o novo carro-chefe da Lancia, o Gamma foi comercializado como um sedã fastback de 4 portas conhecido como Berlina (1976-1984) e como um cupê de 2 portas (1977-1984), ambos projetados pela Pininfarina – com 15.272 e 6.790 unidades fabricadas, respectivamente. O Gamma substituiu o Lancia 2000.

## Design
O sedã Lancia Gamma foi projetado no estúdio de design Pininfarina por Leonardo Fioravanti, sob a direção de Sergio Camuffo, do Centro Stile Lancia. As primeiras propostas de design com uma traseira diferente foram criadas por Aldo Brovarone, que mais tarde projetaria a versão cupê. Fioravanti baseou o design no carro-conceito Pininfarina BMC 1800 Aerodynamica de 1967, projetado por Paolo Martin, para o qual Fioravanti também contribuiu.
O estilo fastback do Berlina apresentava um porta-malas convencional na traseira, em vez de um hatchback. No lançamento do carro para a imprensa, a Pininfarina afirmou que o hatchback foi evitado para evitar o inconveniente para os passageiros do banco traseiro, quando a bagagem é carregada, devido às correntes de ar aparentes.

## Etimologia
Gamma é a terceira letra do alfabeto grego. A Lancia usava letras gregas para designar seus modelos antes de 1945, e a nomenclatura foi retomada com o Lancia Beta em 1971, o primeiro Lancia desenvolvido sob a supervisão da Fiat. O Gamma também compartilha tração dianteira e elementos de suspensão do Beta.

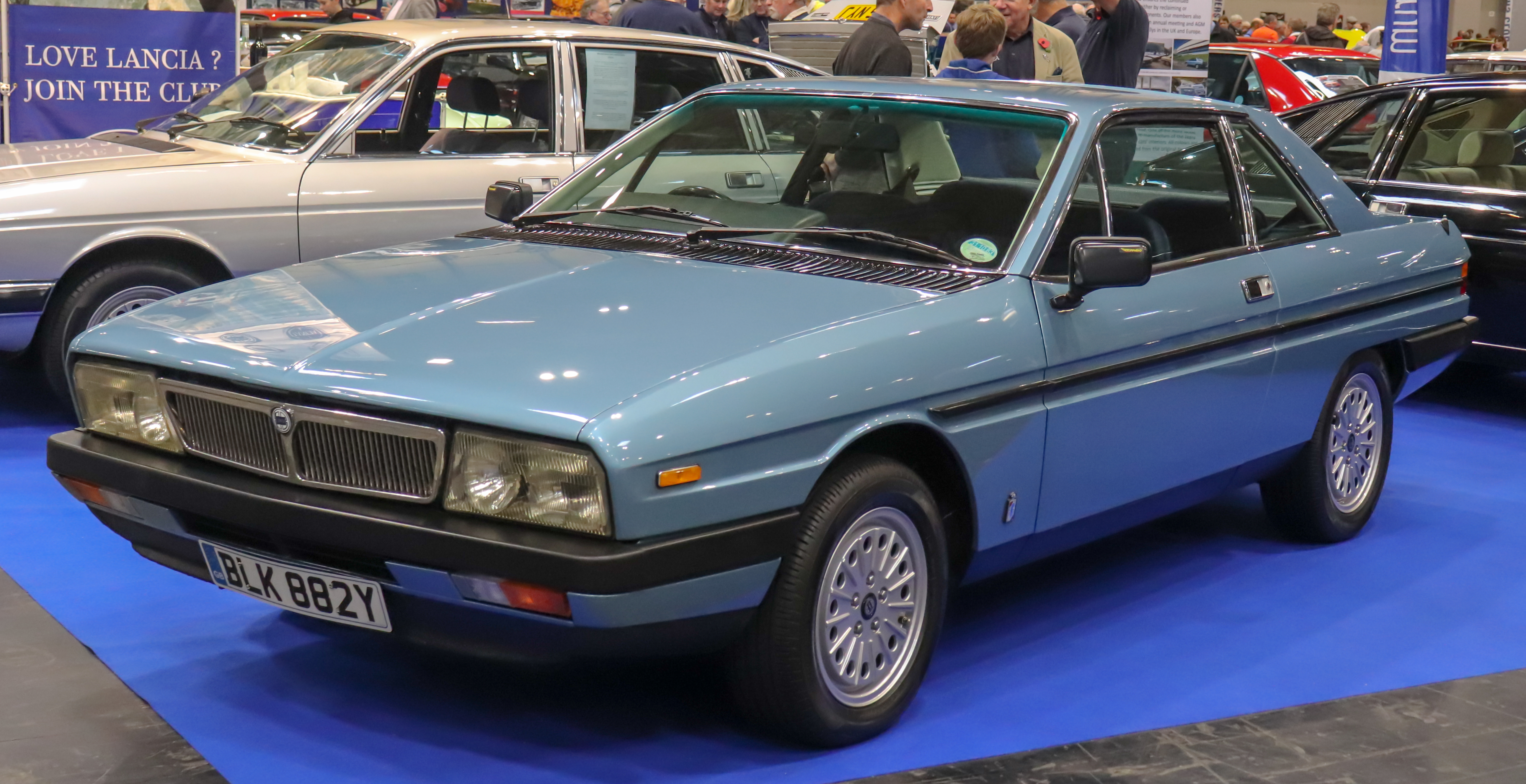
Lancia Gamma Coupé (dianteira).
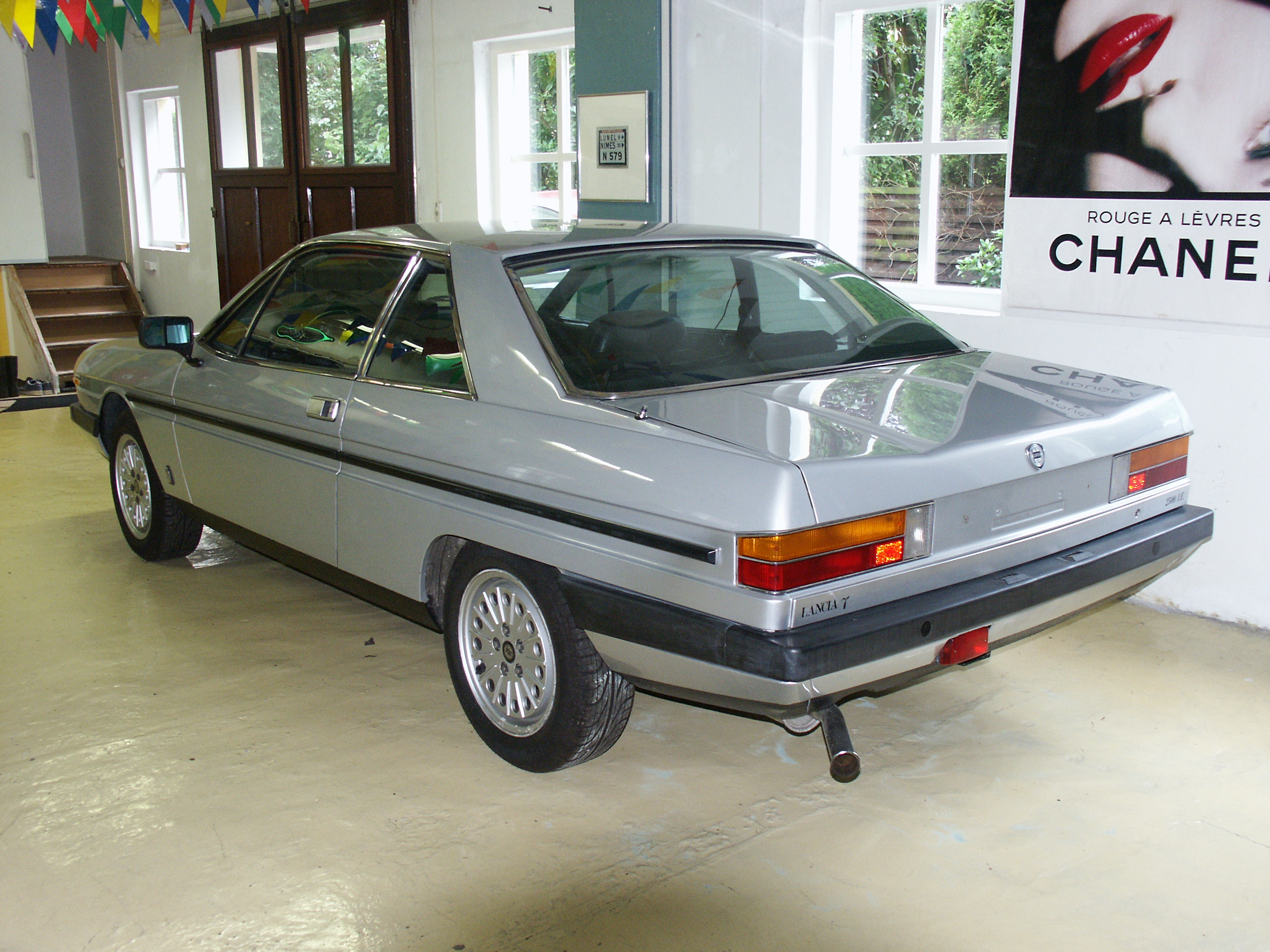
Lancia Gamma Coupé (traseira).
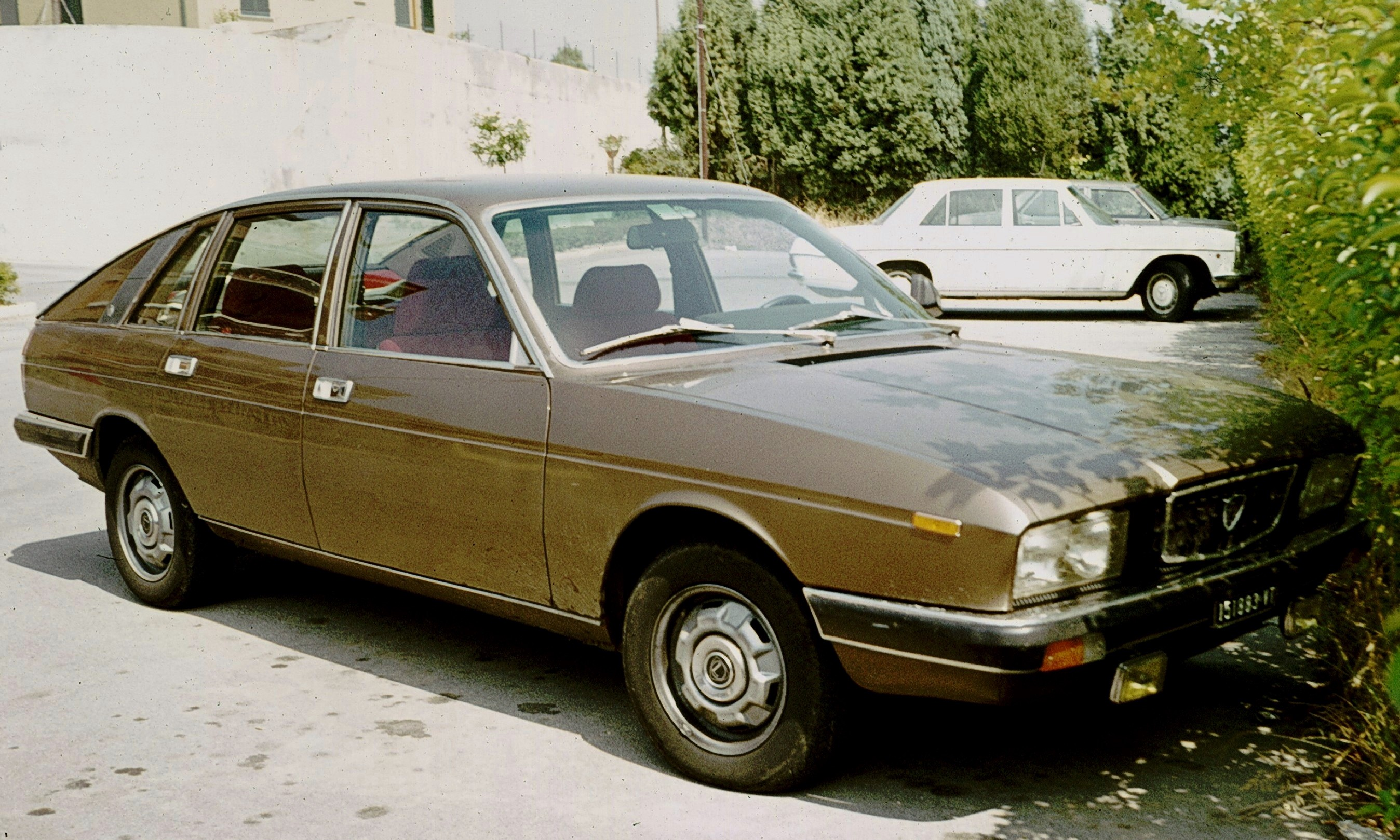
Lancia Gamma Berlina (dianteira).
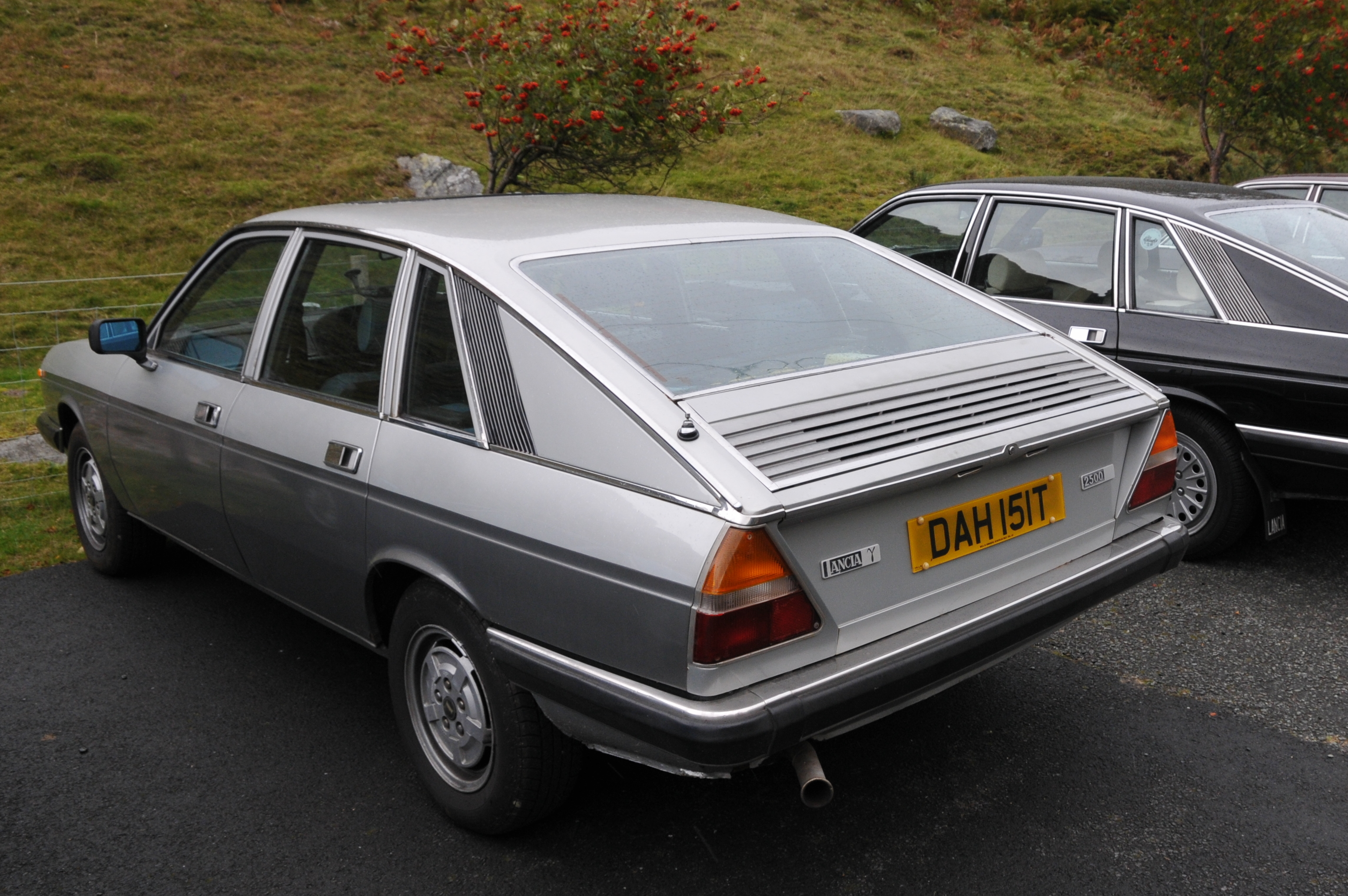
Lancia Gamma Berlina (traseira).
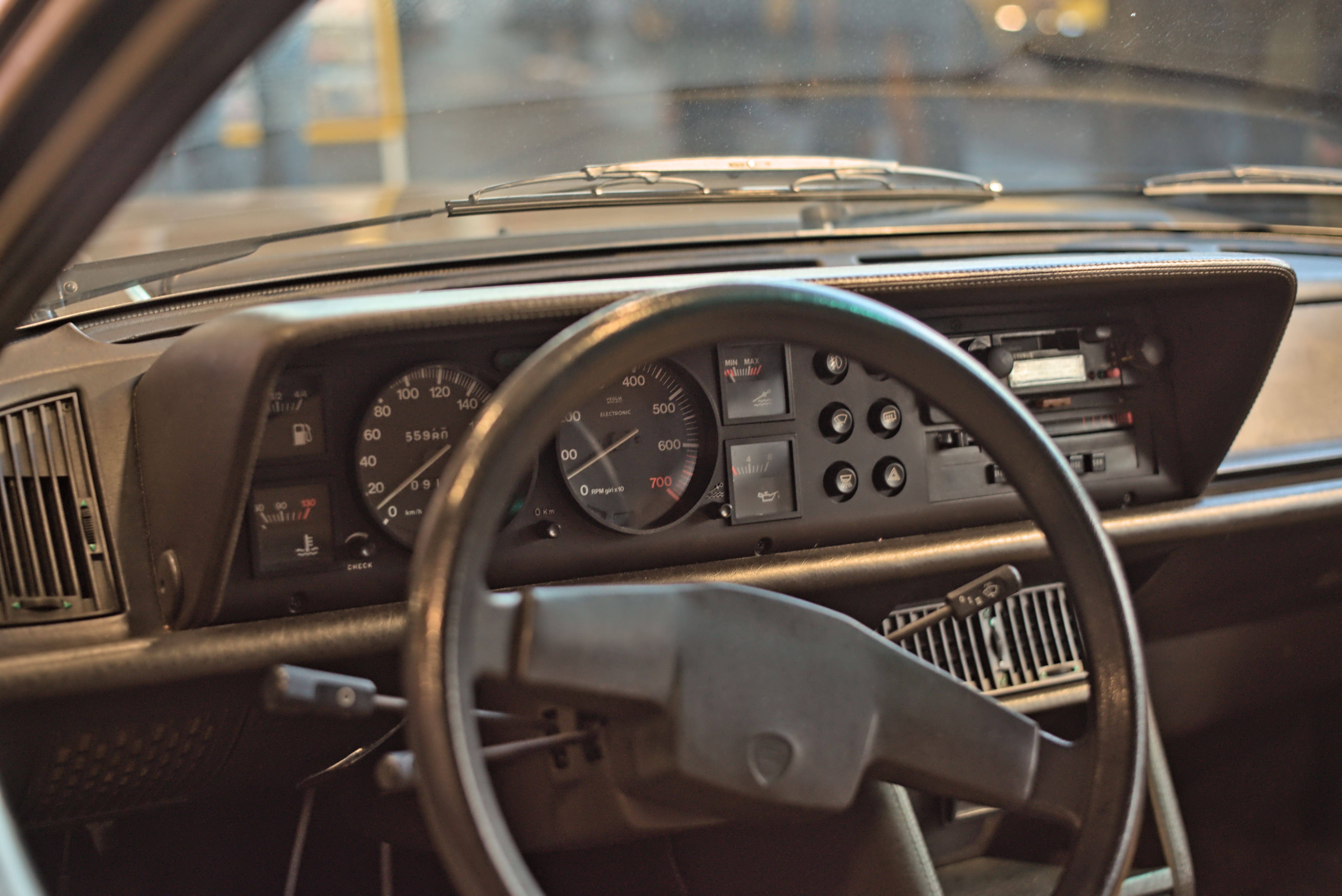
Painel de um Lancia Gamma

## Motores

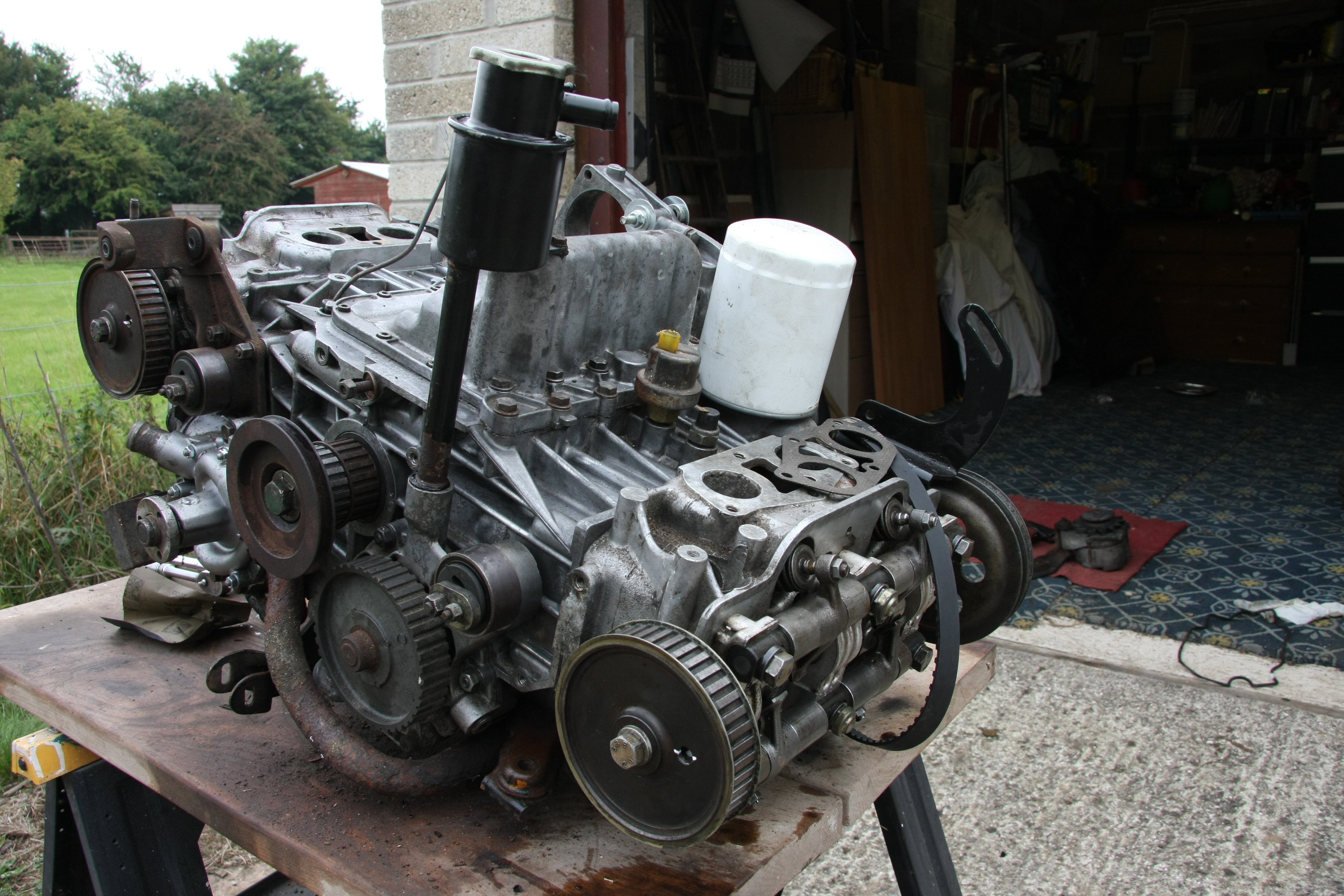
Um motor boxer de quatro cilindros de um Lancia Gamma

O Lancia Gamma é um carro com tração dianteira, motor boxer longitudinal e transmissão manual de 5 marchas, posteriormente equipado com uma transmissão automática de 4 marchas opcional. O Gamma recebeu uma atualização de ciclo médio, com injeção eletrônica Bosch L-Jetronic, além de uma nova grade frontal, rodas de liga leve de 15 polegadas "sunburst" e um interior revisado com novos instrumentos, iluminação interna, emblemas, freio de mão e protetor de alavanca de câmbio.
Embora a Fiat tivesse planejado usar um de seus motores V6, a Lancia desenvolveu motores boxer de quatro cilindros exclusivos para o Gamma. O Flavia e o Flavia Coupé usaram motores boxer de quatro cilindros de 1,8 e 2,0 litros, e o Lancia 2000 usou a versão de 2,0 litros. O projetista de motores De Virgilio também projetou um motor V6 de quatro comandos de válvulas para o Gamma, com cilindrada de 3 ou 4 litros, mas isso nunca se concretizou.
O motor boxer, embora grande para um motor a gasolina moderno de quatro cilindros, não tinha o prestígio associado aos motores de seis e oito cilindros, mas permitiu que o designer-chefe da Pininfarina, Aldo Brovarone, rebaixasse a linha do capô do cupê e inclinasse o para-brisa de forma acentuada. Fundido sob pressão em liga com camisas de cilindro úmidas, o motor era leve e, embora produzisse apenas 140 cv, 120 cv no formato de 2,0 litros, seu torque máximo estava disponível a apenas 2.000 rpm.
Inicialmente disponível com cilindrada de 2,5 L (Gamma 2500), foi posteriormente adicionada uma versão de 2,0 L (Gamma 2000), resultante do sistema tributário italiano (carros com motores acima de 2,0 L estavam sujeitos a uma carga tributária mais pesada). A cilindrada foi reduzida pela redução do diâmetro interno do motor em vez do curso. Ambas as cilindradas utilizavam carburadores Weber, e o 2,5 L também estava disponível em uma versão equipada com injeção eletrônica (Gamma 2500 I.E.).
O aspecto mais notório do motor Gamma estava relacionado ao projeto da bomba de direção hidráulica. O motor do Gamma utilizava correias dentadas em vez das correntes de distribuição usadas nos modelos Lancia de motor boxer antigos. Além disso, em vez de acionar a bomba de direção hidráulica usando a correia acessória tradicional, ela era conectada diretamente ao eixo de comando de válvulas do lado esquerdo, na parte traseira do motor. Isso criava uma falha de projeto na qual aplicar muita carga na bomba de direção hidráulica (como ao dar a partida no motor ou girar o volante até a trava total) poderia fazer com que a correia dentada pulasse ou se rompesse, causando sérios danos ao motor.
- 2.0 L (1.999 cc) carburador 8v SOHC H4 - 120 cv (1ª série) 115 cv (2ª série)[3]
- 2.5 L (2.484 cc) carburador 8v SOHC H4 - 140 cv[3]
- 2.5 L (2.484 cc) I.E. 8v SOHC H4 - 140 cv[3]